# Dragan Džajić
Dragan Džajić (serbi ciríl·lic: Драган Џајић) (nascut el 30 de maig de 1946 a Ub, Sèrbia, Iugoslàvia) fou un futbolista serbi.

## Trajectòria

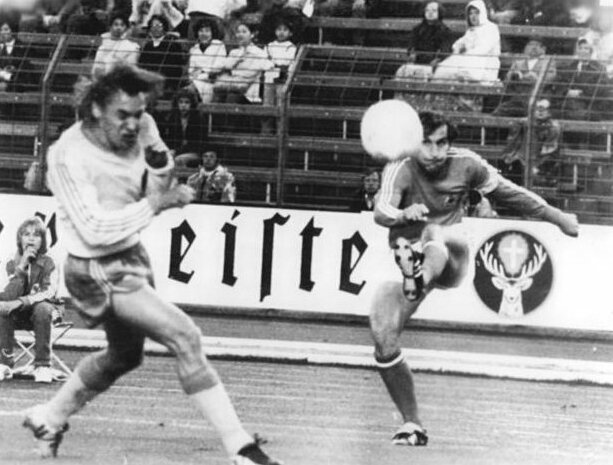
Dragan Džajić

És considerat un dels millors futbolistes serbis / iugoslaus de la història. La seva carrera professional (1961-1978) la va viure principalment a l'Estrella Roja de Belgrad (287 gols en 590 partits). També va jugar al futbol francès entre 1975 i 1977 al SC Bastia. És el jugador amb més partits internacionals (85) disputats amb la selecció iugoslava de futbol.
Un cop retirat del futbol el 1978, amb 32 anys, Džajić serví com a director tècnic i president del seu club de tota la vida, l'Estrella Roja. Fou escollit Golden Player de Sèrbia i Montenegro com a jugador més destacat dels darrers 50 anys al país.